# 坡普蝮属
坡普蝮属（学名：Popeia）蝰科蝮亚科的一属。

## 分类建立
本属物种原属于广义的竹叶青属 Trimeresurus (sensu lato)。2004年，英国班戈大学的阿妮塔·马尔霍特拉（Anita Malhotra）和罗杰·S·索普（Roger S Thorpe）结合半阴茎形态、鳞片特征和分子生物学证据，对广义的竹叶青属进行了系统学研究，认为广义的竹叶青属不是一个单系，恢复3属，新建了坡普蝮属等3属。但是也有学者认为被拆分和新建的诸属实际上是竹叶青属的亚属。目前很多资料仍将本属物种归入竹叶青属。

## 物种
- 巴氏竹叶青蛇 Popeia barati
- 仙女竹叶青蛇 Popeia buniana
- 洛坤竹叶青蛇 Popeia fucatus
- 金马伦竹叶青蛇 Popeia inornata
- 坡普竹叶青蛇 Popeia popeorum
- 沙巴竹叶青蛇 Popeia sabahi
- 盈江竹叶青蛇 Popeia yingjiangensis